# Hervin Ongenda
Hervin Ongenda, né le 24 juin 1995 à Paris, est un footballeur franco-congolais qui évolue au poste d'attaquant au FC Botoșani.

## Biographie

### Carrière en club

#### Un phénomène en équipes de jeunes
Hervin Ongenda commence à jouer au football en club avec le Paris FC à l'âge de 8 ans avant de rejoindre le FC Les Lilas. C'est avec ce club de Seine-Saint-Denis qu'il croise la route du Paris Saint-Germain en 2006. Il convainc Pierre Reynaud de le recruter en inscrivant un doublé face aux rouges et bleus[Quoi ?] en finale d'un championnat de football en salle.
A Paris, Ongenda sort rapidement du lot. En benjamin il marque plusieurs tournois de son empreinte. Lors du tournoi international d’Arousa par exemple il marque 18 des 25 buts de son équipe dont un triplé en finale, remporte la compétition ainsi que les récompenses de meilleur buteur et de meilleur joueur. Quelques semaines plus tard il inscrit un quadruplé face à l'Olympique de Marseille lors d'une finale remportée 6 à 0.
Lors de la saison 2010-2011 il est l'un des fers de lance de la génération qui remporte le championnat National U17 avec 19 buts en saison régulière et l'ouverture du score en finale, encore une fois face à l'OM. Il est élu Titi d'Or par ses pairs du centre de formation pour la seconde fois au terme de cette saison. Cette génération, composée entre autres de Mike Maignan, d'Adrien Rabiot ou de Presnel Kimpembe et renforcée par les arrivés de plus jeunes Kingsley Coman ou Moussa Dembélé, remporte également l'Al Kass International Cup en 2012.

#### Des débuts prometteurs au Paris Saint-Germain
Au cours de l'année 2011 le Paris Saint-Germain est racheté par Qatar Investment Authority. La nouvelle équipe dirigeante annonce vouloir mettre en valeur la formation parisienne, malgré les grosses sommes dépensées en transferts en parallèle. L'année suivante Ongenda commence la saison en U19, faisant quelques apparitions avec l'équipe réserve, avant d'être convoqué par Carlo Ancelotti pour un déplacement à Arras en 32e de finale de Coupe de France le 6 janvier 2013. Il fait ses débuts professionnels ce jour-là en remplaçant Ezequiel Lavezzi à la 82e minute.
Malgré l'intérêt de gros clubs européens tel que Manchester United, Arsenal, Chelsea ou Manchester City le jeune attaquant décide de continuer l'aventure avec son club formateur. Le 27 juin 2013, il signe donc son premier contrat professionnel en faveur du PSG.
Après le départ d'Ancelotti, Laurent Blanc est nommé coach. Pour sa première pré-saison, en Suède, il convoque plusieurs jeunes et joueurs de la réserve, dont Ongenda. Ce dernier en profite pleinement puisqu'il participe aux 4 matchs de préparation et marque contre le SK Sturm Graz et le club d'Hammarby. À la suite de cette tournée, Kingsley Coman et lui sont convoqués pour participer au Trophée des champions 2013. Ce soir là les Girondins de Bordeaux ouvrent le score mais le nouvel entraineur parisien décide de faire entrer ses deux jeunes joueurs à la 72e minute, à la place de Javier Pastore et d'Ezequiel Lavezzi. Coaching gagnant puisque c'est Ongenda qui égalisera sur une passe décisive de Zlatan Ibrahimović avant qu'Alex n'arrache la victoire dans les arrêts de jeu.
Avec ce premier but en pro et ce premier trophée, Ongenda gagne en crédibilité. Dans un secteur offensif où se côtoient Zlatan Ibrahimović, Edinson Cavani, Ezequiel Lavezzi, Lucas Moura, Javier Pastore et Jérémy Ménez les places sont chères. Malgré ça Hervin fait ses débuts en Ligue 1 lors du match d'ouverture contre Montpellier en entrant en jeu à la place de Marco Verratti. Le 13 septembre il fête sa première titularisation face aux Girondins de Bordeaux. Un mois plus tard il délivre sa première passe décisive face au SC Bastia sur ce qui restera l'un des plus beaux buts de la saison.
Après ces premiers mois prometteurs, Ongenda voit son temps de jeu diminuer malgré les compliments de son entraineur. Il lui faut attendre janvier pour entrer en jeu lors de la défaite face au Montpellier HSC en Coupe de France puis les derniers mois de compétition pour réapparaitre en championnat. Sa saison se termine donc avec six apparitions en Ligue 1 et un titre de Champion de France.
À nouveau très en vue lors des matchs de préparation de la saison suivante, il est titularisé lors du Trophée des champions 2014. Il est remplacé à l'heure de jeu alors que son club mène tranquillement 2-0 à la suite d'un doublé de Zlatan Ibrahimović et remporte son troisième trophée parisien.

#### Un prêt raté au SC Bastia
Après 4 journées de Ligue 1, Ongenda n'a toujours pas disputé la moindre minute en championnat avec Paris. Dans le flou mais en quête de temps de jeu, il décide de partir en prêt. Le 1er septembre 2014, à quelques heures de la clôture du mercato, le SC Bastia annonce sa venue pour la durée d'une saison. Il y retrouve son coéquipier Alphonse Areola, également prêté en Corse par le club de la capitale, et Claude Makélélé, ancien adjoint de Carlo Ancelotti et de Laurent Blanc devenu entraineur principal entre-temps. C'est ce dernier qui a poussé pour la venue d'Ongenda.
Hervin fait ses débuts avec le club insulaire lors de 5ème journée de L1 face au RC Lens. Il est titulaire la semaine suivante face au FC Metz. Utilisé sur l'aile droite, sur l'aile gauche, comme en pointe, il obtient le temps de jeu convoité mais ne répond pas à toutes les attentes sportivement. Collectivement l'équipe ne tourne pas bien non plus. Le 3 novembre 2014, alors que le club se retrouve 19ème de L1 après une défaite face à l'EA Guingamp, le SC Bastia annonce que Claude Makélélé a été démis de ses fonctions.
Non appelé dans le groupe par le nouveau coach Ghislain Printant pour son premier match à la suite d'un retard à l'entrainement, il est ensuite titulaire face à l'Olympique lyonnais et face au Stade de Reims. La cohabitation avec son nouvel entraineur ne se passe pas bien et son temps de jeu se réduit considérablement à partir du mois de décembre. Des problèmes de comportement et de ponctualité sont alors évoqués. Le jeune attaquant retrouve un peu de temps de jeu à la fin du mois de janvier et participe ensuite à la demi-finale de Coupe de la Ligue qui oppose Bastia à l'AS Monaco. Entré en jeu à la 66ème minute pour remplacer Gaël Danic, il dispute les dernières minutes du temps règlementaire et l'ensemble des prolongations. Après une séance de tir aux buts lors de laquelle il inscrit le sien, le SC Bastia se qualifie pour la finale. Après ce match Ongenda n'entrera que deux fois en jeu et ne disputera que 19 minutes de football avant la fin de la saison. Il ne sera même pas présent dans le groupe opposé au Paris Saint-Germain en finale de Coupe de la Ligue.
Son prêt en Corse se termine donc avec 19 matchs joués pour aucun but inscrit, ni aucune passe décisive délivrée et une mauvaise réputation gagnée entre-temps pour ne rien arranger. À la fin de la saison, il retourne à Paris.

#### Un retour timide à Paris
De retour à Paris après sa saison ratée, il retrouve le groupe pro lors de la tournée de préparation de la saison 2015-2016. Contrairement aux saisons précédentes, il n'arrive pas à se montrer sous son meilleur jour contrairement aux jeunes Christopher Nkunku et Jean-Kévin Augustin. Ce dernier est préféré à Ongenda pour participer au Trophée des champions 2015.
Cette saison là, Hervin continue à s'entrainer avec l'équipe A mais joue principalement avec la réserve avec qui il inscrit 8 buts en 16 matchs. En première partie de saison, il joue son seul match face au FC Lorient. Titulaire, il marque son premier but en Ligue 1.
A l'inter-saison Laurent Blanc souligne les efforts du jeune attaquant mais ne ferme pas la porte à un départ. Malgré un intérêt du Paris FC, Ongenda décide de rester au PSG. Lors de la phase retour, Hervin participe à 4 matchs de L1, souvent en étant titulaire, et devient à nouveau champion de France. Présent sur le banc lors de la finale face au LOSC, il remporte également la Coupe de la Ligue 2016.
À la suite de l'échec en Ligue des champions face à Manchester City, Laurent Blanc est remplacé par Unai Emery. Blessé, Ongenda ne participe pas à la pré-saison cette année là et n'entre jamais dans les plans du nouvel entraineur espagnol. Après une demi-saison sans une seule apparition sur le banc, Ongenda annonce son départ du club le 23 janvier 2017.

#### PEC Zwolle (2017)
Le 24 janvier 2017, Hervin Ongenda s'engage avec le PEC Zwolle, un club évoluant en  Première division néerlandaise. Son contrat y est résilié dès le 4 juillet 2017, des problèmes d'adaptation tels que la barrière linguistique sont notamment évoqués. Il y aura disputé 58 minutes de jeu en Eredivisie. Il se retrouve ainsi sans club, libre de tout contrat.

#### FC Botosani (2018-2020)
Après un échec au sein du club de 3e division espagnole Murcie , Hervin Ongenda s'engage à l'été 2018 avec le club de 1re division roumaine du FC Botosani.

#### Chievo Vérone (2020)
Le 8 janvier 2020, l'attaquant s'engage avec le Chievo Vérone en Serie B.

### Équipes de France de jeunes
Le 26 octobre 2010, il joue son premier match en sélection avec les moins de 16 ans contre les Pays-Bas. La France s'incline 1-2 face aux Oranges. Le 27 septembre 2011, le jeune Hervin Ongenda est appelé avec les U17 pour affronter l'Ukraine en amical. Le match se termine sur le score de 0-0. 
Le 6 septembre 2012, il participe à sa première rencontre avec les moins de 18 ans ; les U18 se déplacent en Autriche, où la France s'impose 1-4. Le 10 octobre 2013, Hervin Ongenda joue son premier match avec les Espoirs français. Il commence sur le banc avant de remplacer Paul-Georges Ntep. Le match se termine sur un score de 4-1 face à l'Arménie.

## Statistiques
| Saison                | Club                  | Championnat           | Championnat | Championnat | Championnat | Coupe nationale | Coupe nationale | Coupe nationale | Coupe de la Ligue | Coupe de la Ligue | Coupe de la Ligue | Supercoupe | Supercoupe | Supercoupe | Compétition(s) continentale(s) | Compétition(s) continentale(s) | Compétition(s) continentale(s) | Compétition(s) continentale(s) | Total | Total | Total |
| Saison                | Club                  | Division              | M.          | B.          | P.d.        | M.              | B.              | P.d.            | M.                | B.                | P.d.              | M.         | B.         | P.d.       | Comp.                          | M.                             | B.                             | P.d.                           | M.    | B.    | P.d.  |
| 2012-2013             | Paris Saint-Germain   | Ligue 1               | -           | -           | -           | 1               | 0               | 0               | -                 | -                 | -                 | -          | -          | -          | -                              | -                              | -                              | -                              | 1     | 0     | 0     |
| 2013-2014             | Paris Saint-Germain   | Ligue 1               | 6           | 0           | 1           | 1               | 0               | 0               | -                 | -                 | -                 | 1          | 1          | 0          | -                              | -                              | -                              | -                              | 8     | 1     | 1     |
| 2014-2015             | Paris Saint-Germain   | Ligue 1               | -           | -           | -           | -               | -               | -               | -                 | -                 | -                 | 1          | 0          | 0          | -                              | -                              | -                              | -                              | 1     | 0     | 0     |
| 2015-2016             | Paris Saint-Germain   | Ligue 1               | 5           | 1           | 1           | 1               | 0               | 0               | -                 | -                 | -                 | -          | -          | -          | -                              | -                              | -                              | -                              | 6     | 1     | 1     |
| Sous-total            | Sous-total            | Sous-total            | 11          | 1           | 2           | 3               | 0               | 0               | -                 | -                 | -                 | 2          | 1          | 0          | -                              | -                              | -                              | -                              | 16    | 2     | 2     |
| 2014-2015             | SC Bastia (prêt)      | Ligue 1               | 16          | 0           | 0           | -               | -               | -               | 3                 | 0                 | 0                 | -          | -          | -          | -                              | -                              | -                              | -                              | 19    | 0     | 0     |
| 2017                  | PEC Zwolle            | Eredivisie            | 3           | 0           | 0           | -               | -               | -               | -                 | -                 | -                 | -          | -          | -          | -                              | -                              | -                              | -                              | 3     | 0     | 0     |
| 2018                  | Real Murcia           | Segunda División B    | 2           | 0           | 0           | -               | -               | -               | -                 | -                 | -                 | -          | -          | -          | -                              | -                              | -                              | -                              | 2     | 0     | 0     |
| 2018-2019             | FC Botoșani           | Liga I                | 25+12       | 3+0         | 4+1         | -               | -               | -               | -                 | -                 | -                 | -          | -          | -          | -                              | -                              | -                              | -                              | 37    | 3     | 5     |
| 2019-2020             | FC Botoșani           | Liga I                | 17          | 3           | 2           | -               | -               | -               | -                 | -                 | -                 | -          | -          | -          | -                              | -                              | -                              | -                              | 17    | 3     | 2     |
| Sous-total            | Sous-total            | Sous-total            | 54          | 6           | 7           | -               | -               | -               | -                 | -                 | -                 | -          | -          | -          | -                              | -                              | -                              | -                              | 54    | 6     | 7     |
| 2019-2020             | Chievo Verona         | Serie B               | 2+1         | 0+0         | 0+0         | -               | -               | -               | -                 | -                 | -                 | -          | -          | -          | -                              | -                              | -                              | -                              | 3     | 0     | 0     |
| 2020-2021             | FC Botoșani           | Liga I                | 31          | 4           | 2           | 2               | 0               | 0               | -                 | -                 | -                 | -          | -          | -          | -                              | -                              | -                              | -                              | 33    | 4     | 2     |
| 2021-2022             | FC Botoșani           | Liga I                | 20          | 3           | 4           | 1               | 0               | 0               | -                 | -                 | -                 | -          | -          | -          | -                              | -                              | -                              | -                              | 21    | 3     | 4     |
| Sous-total            | Sous-total            | Sous-total            | 51          | 7           | 6           | 3               | 0               | 0               | -                 | -                 | -                 | -          | -          | -          | -                              | -                              | -                              | -                              | 54    | 7     | 6     |
| 2021-2022             | Apollon Limassol      | Protathlima Cyta      | 8           | 1           | 1           | -               | -               | -               | -                 | -                 | -                 | -          | -          | -          | -                              | -                              | -                              | -                              | 8     | 1     | 1     |
| 2022-2023             | Apollon Limassol      | Protathlima Cyta      | 5           | 0           | 2           | -               | -               | -               | -                 | -                 | -                 | -          | -          | -          | C1+C3+C4                       | 2+2+4                          | 1+0+0                          | 0+0+0                          | 13    | 1     | 2     |
| Sous-total            | Sous-total            | Sous-total            | 13          | 1           | 3           | -               | -               | -               | -                 | -                 | -                 | -          | -          | -          | -                              | 8                              | 1                              | 0                              | 21    | 2     | 3     |
| 2022-2023             | Rapid Bucarest        | SuperLiga             | 1+3         | 0+0         | 0+0         | -               | -               | -               | -                 | -                 | -                 | -          | -          | -          | -                              | -                              | -                              | -                              | 4     | 0     | 0     |
| 2024-2025             | FC Botoșani           | SuperLiga             | 12          | 1           | 2           | 3               | 0               | 0               | -                 | -                 | -                 | -          | -          | -          | -                              | -                              | -                              | -                              | 15    | 1     | 2     |
| Total sur la carrière | Total sur la carrière | Total sur la carrière | 153         | 14          | 18          | 7               | 0               | 0               | 3                 | 0                 | 0                 | 2          | 1          | 0          | -                              | 8                              | 1                              | 0                              | 173   | 16    | 18    |

## Palmarès
Paris SG
- Ligue 1
  - Champion : 2014 et 2016
- Trophée des Champions
  - Vainqueur : 2013 et 2014